# Cavas Codorniu
Las cavas Codorniu de San Sadurní de Noya constituyen un importante edificio del modernismo catalán que tiene la calificación de Monumento Histórico-Artístico Nacional. Fueron construidas por el arquitecto Josep Puig i Cadafalch entre los años 1902 y 1915, con diversas intervenciones posteriores de Lluís Bonet i Garí (1930-1980). La visita turística en estas cavas, tanto por parte de centros educativos como del público en general, tiene una larga tradición.

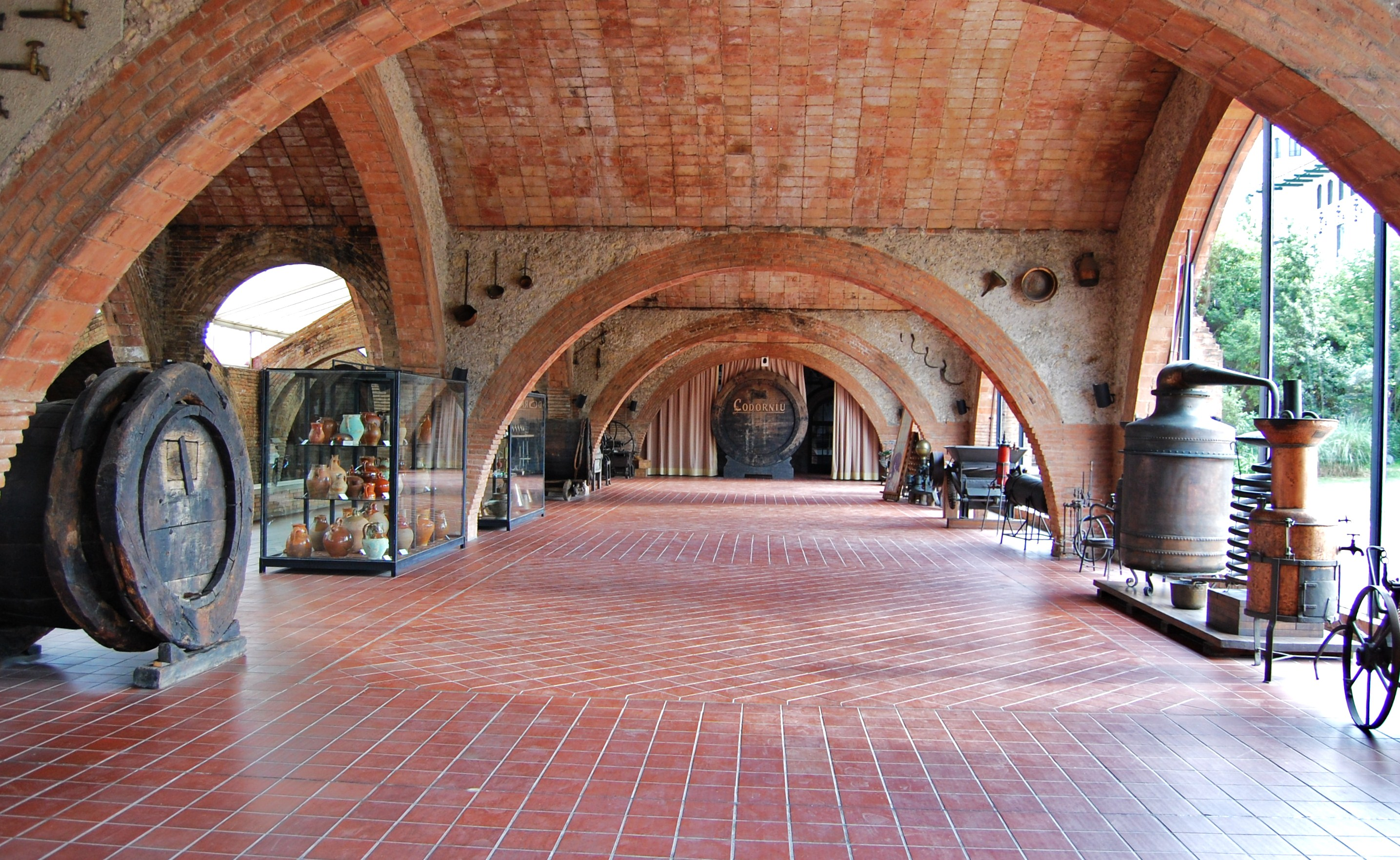
Museo de las Cavas Codorniu

Estas cavas están formadas por un grupo de edificaciones que incluyen la Sala de Expediciones, actualmente Sala de Recepción, la Bodega Grande, el Porche de las Prensas, donde se ubica actualmente un Museo, y la misma casa solariega o más Codorniu que ya está citada desde 1551. Se emplearon muchas técnicas modernistas experimentales: naves cubiertas con arcos torales de medio punto, bóvedas de ladrillo plano en el Porche de las Prensas (con utilización de un trencadís de botellas de cava), arcos parabólicos y con las lunetas, los ventanales de vidrio y la vidriera plomada en la fachada de la Sala de Recepción que queda rematada con pináculos ornamentales.
Por debajo de tierra las grandes arcadas formaban un gran espacio para almacenar el mosto mientras fermentaba, que actualmente ha pasado a ser las cavas Codorniu propiamente dichas.